# Mason Greenwood
Mason Will John Greenwood (Bradford, 1 de outubro de 2001) é um futebolista inglês que atua como ponta. Atualmente joga no Olympique de Marseille.

## Carreira
Começou sua carreira como meio-campista mas gradualmente evoluiu para um ponta. Ele se juntou à equipe sub-18 para a temporada 2017–18, apesar de ainda ser elegível para os sub-16, e foi artilheiro da Premier League North Sub-18, com 17 gols em 21 jogos.
Em julho de 2018, Greenwood viajou com a equipe principal do Manchester United em sua turnê de pré-temporada nos Estados Unidos. Em 2 de outubro de 2018, Greenwood assinou seu primeiro contrato como profissional.
Greenwood fez sua estreia em 6 de março de 2019, na vitória por 3-1 sobre o Paris Saint-Germain pela Liga dos Campeões da UEFA se tornando assim, com 17 anos e 156 dias, o segundo jogador mais jovem a atuar pelo Manchester United em competições europeias, depois de Norman Whiteside que era 25 dias mais novo quando fez sua estreia europeia contra o Valencia em setembro de 1982.
Em setembro de 2020, durante a Nations League, Greenwood, ao lado de Phil Foden, foi expulso da convocação da seleção inglesa por violar medidas de precaução contra a Covid-19. Os jogadores haviam se encontrado com mulheres em seus quartos no hotel da concentração.

### Acusações de violência doméstica
Em 30 de janeiro de 2022, o jogador foi preso após ser acusado de agressão e violência sexual por sua namorada. Após a repercussão do caso, o clube inglês decidiu afastar o atleta até que a polícia investigue as acusações. Em 2 de fevereiro de 2023, a justiça britânica retirou todas as acusações contra Greenwood, citando a saída do caso de testemunhas importantes e também novas evidências que vieram à tona".

## Seleção Inglesa
Representou o time nacional de futebol sub-17 da Inglaterra fazendo seis aparições em 2017-18 e fez parte do elenco do Torneio do Algarve em Portugal.

## Estatísticas
Atualizado até 17 de dezembro de 2020.

### Clubes

#### Categorias de base
| Temporada                    | Clube                        | Campeonato                   | Jogos | Gols | Assist. |
| ---------------------------- | ---------------------------- | ---------------------------- | ----- | ---- | ------- |
| 2017–18                      | Manchester United            | Premier League Sub-18        | 18    | 16   | 4       |
| 2017–18                      | Manchester United            | FA Youth Cup                 | 1     | 0    | 0       |
| 2018–19                      | Manchester United            | Premier League Sub-18        | 13    | 15   | 5       |
| 2018–19                      | Manchester United            | Premier League 2             | 6     | 3    | 2       |
| 2018–19                      | Manchester United            | Liga Jovem da UEFA           | 5     | 5    | 0       |
| 2018–19                      | Manchester United            | FA Youth Cup                 | 2     | 3    | 0       |
| 2019–20                      | Manchester United            | Premier League 2             | 1     | 1    | 0       |
| 2019–20                      | Manchester United            | EFL Trophy                   | 1     | 1    | 0       |
| Total nas categorias de base | Total nas categorias de base | Total nas categorias de base | 47    | 44   | 11      |

#### Profissional
| Equipe            | Temporada         | Campeonato nacional | Campeonato nacional | Copas nacionais | Copas nacionais | Competições continentais | Competições continentais | Total | Total |
| Equipe            | Temporada         | Jogos               | Gols                | Jogos           | Gols            | Jogos                    | Gols                     | Jogos | Gols  |
| ----------------- | ----------------- | ------------------- | ------------------- | --------------- | --------------- | ------------------------ | ------------------------ | ----- | ----- |
| Manchester United | 2018–19           | 3                   | 0                   | 0               | 0               | 1                        | 0                        | 4     | 0     |
| Manchester United | 2019–20           | 31                  | 10                  | 9               | 2               | 9                        | 5                        | 49    | 17    |
| Manchester United | 2020–21           | 29                  | 7                   | 7               | 3               | 13                       | 2                        | 49    | 12    |
| Total na carreira | Total na carreira | 63                  | 17                  | 11              | 3               | 15                       | 6                        | 102   | 29    |

## Títulos

### Prêmios individuais
- 60 jovens promessas do futebol mundial de 2018 (The Guardian)[10]
- Jogador do mês da Ligue 1: dezembro de 2024[11]